# Buddbyn
Buddbyn är en by i Bodens kommun, belägen i Överluleå socken, vid östra stranden av Buddbyträsket någon kilometer norr om Boden. SCB har tidigare för orten definierat och avgränsat två småorter, Buddbyn (norra delen) och södra Buddbyn. Vid 2015 års småortsavgränsning hade folkmängden i den norra småorten minskat till under 50 personer och denna småort upplöstes, men 2020 blev norra delen åter klassad som en separat småort.
Orten utsågs till årets by i Bodens kommun 1998. Redan på 1500-talet var Buddbyn en väletablerad jordbruksby och är fortfarande av lantlig karaktär. Buddbyträsket är häckningsplats för många fåglar. Ljusån, som rinner genom byn, används för kanotturer. Här bor 335 personer.
Buddbygården, byggd 1991, är byns samlingsplats och det finns flera aktiva föreningar på orten.